# Fessi
Pour les articles homonymes, voir Fessi (homonymie).
Le fessi ou fassi est le dialecte arabe parlé à Fès au Maroc. 

## Caractéristiques
Il diffère sur certains points du dialecte marocain national (darija), notamment avec l’influence juive andalouse ainsi qu'une influence levantine (Syrie, Liban etc...). C'est l'un des dialectes les plus anciens au Maroc. 
La prononciation est différente, la lettre "ق " n'est pratiquement jamais prononcée comme dans les pays du Levant et la lettre "ر" a une consonance très distincte.

## Vocabulaire
| Fassi               | Marocain     | Français         |
| ------------------- | ------------ | ---------------- |
| chelia              | kourssi      | chaise           |
| ghtar               | tebsil       | assiette         |
| gouz                | guergaε      | noix de Grenoble |
| noua                | louz         | amandes          |
| falta               | ghelta       | faute            |
| ḥouwwess            | sreq         | cambrioler       |
| khay                | khouya       | mon frère        |
| khiti               | khti         | ma sœur          |
| lalla               | jedda        | ma grand-mère    |
| mama                | moui         | maman            |
| ddnaya              | drari        | enfants          |
| khyar               | meziane      | bien             |
| ḥouf                | hbett        | descendre        |
| metreb              | qerεa        | bouteille        |
| Rqi                 | dir          | faire            |
| meftaḥ              | sarout       | clé              |
| sekkin              | mouss        | couteau          |
| mtka                | forchita     | fourchette       |
| seqsi               | souwwel      | demander         |
| bertal              | ttér         | oiseau           |
| deffa               | bab          | porte            |
| kennach             | deftar       | cahier           |
| mektoub             | jib          | poche            |
| rfed                | hezz         | soulever         |
| jber                | lqa          | trouver          |
| msak                | msel khir    | bonsoir          |
| sbahek              | sbah el khir | bonjour          |
| tεayelli, dherli    | yemken       | peut-être        |
| letchin             | limoun       | oranges          |
| limoun              | el hamed     | citron           |
| εawett              | qadd         | arranger         |
| ness                | ghta         | couverture       |
| εbbi                | ddi          | emmener          |
| fettech             | qelleb       | chercher         |
| mterba              | frach        | lit              |
| asbar, sayen, εayen | tsenna       | attends!         |
| rsa                 | baraka       | arrête!          |
| mεelqa              | εacheq       | cuillère         |
| ngass               | bouεwid      | poires           |
| boudareε            | serraq zzit  | cafard           |
| shet                | nεss         | dormir           |
| beqraj              | meqraj       | bouilloire       |
| Nezzel              | ḥett         | déposer          |
| Moutaycha           | zeεloula     | balançoire       |
| dou9ni              | fhamni       | comprendre       |